# Kchun-ming (nádraží)
Kchun-ming (čínsky v českém přepisu Kchun-ming Čan, pchin-jinem Kūnmíng Zhàn, znaky 昆明站)

Nástupiště kchunmingského nádraží

je hlavní nádraží v Kchun-mingu, hlavním městě provincie Jün-nan v Čínské lidové republice. Je v provozu od roku 1966.
Vedou z něj tratě do Šanghaje, Čcheng-tu, Nej-ťiang a do Nan-ning.

## Teroristický útok
V roce 2014 na nádraží došlo 1. března k teroristickému útoku. Skupina útočníků ozbrojených noži napadla cestující. Zemřelo přes třicet osob (včetně několika útočníků zastřelených policií) a dalších více než sto bylo zraněno. Státní úřady oznámily, že šlo o islamistické extremisty ze Sin-ťiangu.